# Heptoxyde de dichlore
L'heptoxyde de dichlore est un composé inorganique de formule Cl2O7. Cet oxyde de chlore est l'anhydride de l'acide perchlorique HClO4.

## Sécurité
Il a les mêmes effets sur le corps humain que le dichlore, et nécessite les mêmes précautions.